# San Diego Open
San Diego Open, oficiálně The Better Buzz San Diego Open, je profesionální tenisový turnaj mužů v kalifornském San Diegu, hraný od roku 2025 na okruhu ATP Challenger Tour. V letech 1971–2024 se jednalo o ženský turnaj. První ročník se uskutečnil na okruhu Virginia Slims. Několikrát byl zrušen a obnoven. V letech 2022–2024 se na okruhu WTA Tour řadil do kategorie WTA 500, než přešla licence na mexický Mérida Open. Od obnovení v roce 2022 turnaj probíhá v Barnesově tenisovém centru na dvorcích s tvrdým povrchem Laykold. V letech 2021–2022 hráli muži na okruhu ATP Tour v kategorii ATP Tour 250.
Turnaj pořádá agentura Octagon. V sezónách 2023–2024 byla titulárním partnerem sandiegská společnost Cymbiotika podnikající v oblasti zdraví a wellness.

## Historie
Ženský turnaj byl v San Diegu založen roku 1971 jako součást okruhu Virginia Slims, který vznikl o sezónu dříve. Další ročníky turnaje se konaly až v letech 1979–1982 v rámci Colgate Series a poté Toyota Series. V moderní podobě se na túru vrátil v roce 1984 do znovuobnovené série Virginia Slims. Dějištěm se staly dvorce v Morley Field. S rekategorizací okruhu WTA Tour v roce 1988 turnaj stoupal vykonnostními úrovněmi z nejnižší Tier V (1988), přes Tier V (1989), Tier III (1990–1992) a Tier II (1993–2003), až do Tier I (2004–2007). V letech 2010–2013 probíhal v kategorii WTA Premier 700, a po obnově od roku 2022 v nástupnické sérii WTA 500. 

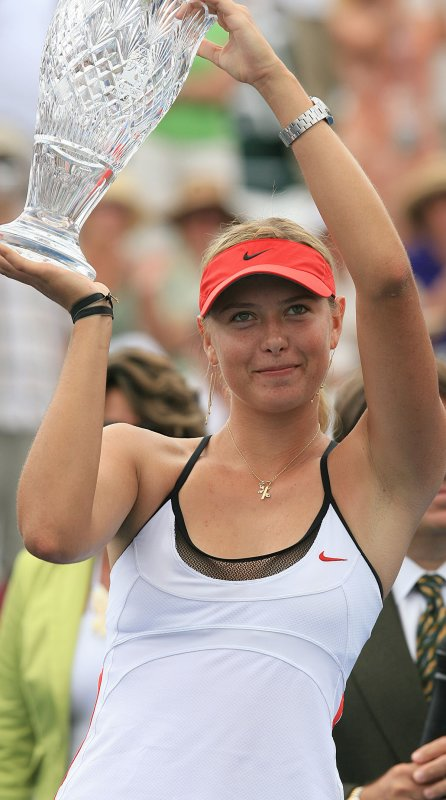
Maria Šarapovová s trofejí, 2006

V 1984 se vlastnicemi turnaje staly bývalé deblové spoluhráčky, Argentinka Raquel Giscafreová s Američankou Jane Strattonovou, protřednictvím společnosti Promotion Sports. Bankovní dům Great American Bank nahradil roku 1989 na pozici titulárního partnera tabákovou firmu Virginia Slims vlastněnou koncernem Philip Morris, což vedlo ke zdvojnásobení dotace na 200 tisíc dolarů.
V letech 1991–2007 a 2010–2013 událost probíhala v carlsbadském areálu La Costa Resort and Spa, do něhož se přemístila ze sandiegského Tennis & Racquet Clubu s příchodem nového generálího sponzora, automobilky Mazda. Ročník 2006 disponoval dotací 1,34 milionu dolarů a vítězka Maria Šarapovová si odvezla 197 tisíc dolarů. Turnaj tradičně hraný v závěru srpna byl generálkou na newyorský US Open. Se vznikem letní série US Open v roce 2004 se stal jeho součástí, přerušovaně až do sezóny 2013. Giscafreová se Strattonovou prodaly práva okruhu WTA Tour, což znamenalo přerušení turnajové tradice pro sezóny 2008–2009. V roce 2010 se do San Diega událost vrátila zaštítěna sponzorstvím pojišťovny Mercury Insurance a v kalendáři nahradila LA Women's Tennis Championships v Los Angeles. Roku 2014 však pořadatelská práva přešla na tokijský Pan Pacific Open, jenž ztratil licenci do kategorie Premier 5, ale od sandiegského turnaje získal možnost pokračovat v úrovni Premier. Ročník 2015 byl ve znamení listopadového turnaje na okruhu WTA 125, hraného v carlsbadském rezortu Park Hyatt Aviara. Následně turnaj opět neprobíhal.
Po zrušení asijské podzimní sezóny 2021 kvůli pandemii covidu-19, udělila mužská Asociace tenisových profesionálů jednoletou licenci turnaji San Diego Open, konanému poprvé v Barnesově tenisovém centru. Jednalo se o závěrečnou přípravu před říjnovým Indian Wells Masters. V roce 2022 byla prodloužena mužská licence na jeden rok a obnovena i ženská polovina pod vedením Octagonu, marketingové a kreativní agentury na poli sportu a zábavy.
Mezi vítězky dvouhry se zařadily hráčky, které během kariéry figurovaly na čele světového žebříčku WTA, Steffi Grafová, Lindsay Davenportová, Jennifer Capriatiová, Martina Hingisová, Venus Williamsová, Justine Heninová, Maria Šarapovová a Iga Świąteková.

## Dějiště turnaje
- Morley Field Sports Complex: 1971, 1984
- San Diego Sports Arena: 1979–1980
- Rancho Bernardo Inn: 1981–1982
- San Diego Hilton Beach & Tennis Resort: 1985–1986
- La Costa Resort and Spa: 1991–2007, 2010–2013
- Park Hyatt Resort Aviara: 2015
- Barnes Tennis Center: od 2021

## Vývoj názvu turnaje

### Ženy
- Virginia Slims of San Diego: 1971, 1985–1988
- Wells Fargo Open: 1979–1982
- Ginny of San Diego: 1984
- Great American Bank Classic: 1989–1990
- Mazda Classic: 1991–1993
- Toshiba Classic; 1994–1998
- TIG Classic: 1999
- Acura Classic: 2000–2007
- Mercury Insurance Open: 2010–2012
- Southern California Open: 2013
- Carlsbad Classic: 2015
- San Diego Open: 2021–2022
- Cymbiotika San Diego Open: 2023–2024[15]

### Muži
- The Better Buzz San Diego Open: od 2025[16]

## Přehled finále

### Ženská dvouhra
| Rok  | vítězka              | finalistka                | výsledek           |
| ---- | -------------------- | ------------------------- | ------------------ |
| 1971 | Billie Jean Kingová  | RosieCasalsová            | 3–6, 7–5, 6–1      |
| 1972 | turnaj se nekonal    | turnaj se nekonal         | turnaj se nekonal  |
| 1978 | turnaj se nekonal    | turnaj se nekonal         | turnaj se nekonal  |
| 1979 | Tracy Austinová      | Martina Navrátilová       | 6–4, 6–2           |
| 1980 | Tracy Austinová      | Wendy Turnbullová         | 6–1, 6–3           |
| 1981 | Tracy Austinová      | Pam Shriverová            | 6–2, 5–7, 6–2      |
| 1982 | Tracy Austinová      | Kathy Rinaldiová          | 7–6, 6–3           |
| 1983 | turnaj se nekonal    | turnaj se nekonal         | turnaj se nekonal  |
| 1984 | Debbie Spenceová     | Betsy Nagelsenová         | 6–3, 6–7(3–7), 6–4 |
| 1985 | Annabel Croftová     | Wendy Turnbullová         | 6–0, 7–6(7–5)      |
| 1986 | Melissa Gurneyová    | Stephanie Reheová         | 6–2, 6–4           |
| 1987 | Raffaella Reggiová   | Anne Minterová            | 6–0, 6–4           |
| 1988 | Stephanie Reheová    | Ann Grossmanová           | 6–1, 6–1           |
| 1989 | Steffi Grafová       | Zina Garrisonová          | 6–4, 7–5           |
| 1990 | Steffi Grafová       | Manuela Malejevová        | 6–3, 6–2           |
| 1991 | Jennifer Capriatiová | Monika Selešová           | 4–6, 6–1, 7–6(7–2) |
| 1992 | Jennifer Capriatiová | Conchita Martínezová      | 6–3, 6–2           |
| 1993 | Steffi Grafová       | Arantxa Sánchez Vicariová | 6–4, 4–6, 6–1      |
| 1994 | Steffi Grafová       | Arantxa Sánchez Vicariová | 6–2, 6–1           |
| 1995 | Conchita Martínezová | Lisa Raymondová           | 6–2, 6–0           |
| 1996 | Kimiko Dateová       | Arantxa Sánchez Vicariová | 3–6, 6–3, 6–0      |
| 1997 | Martina Hingisová    | Monika Selešová           | 7–6(7–4), 6–4      |
| 1998 | Lindsay Davenportová | Mary Pierceová            | 6–3, 6–1           |
| 1999 | Martina Hingisová    | Venus Williamsová         | 6–4, 6–0           |
| 2000 | Venus Williamsová    | Monika Selešová           | 6–0, 6–7(3–7), 6–2 |
| 2001 | Venus Williamsová    | Monika Selešová           | 6–2, 6–3           |
| 2002 | Venus Williamsová    | Jelena Dokićová           | 6–2, 6–2           |
| 2003 | Justine Heninová     | Kim Clijstersová          | 3–6, 6–2, 6–3      |
| 2004 | Lindsay Davenportová | Anastasija Myskinová      | 6–1, 6–1           |
| 2005 | Mary Pierceová       | Ai Sugijamová             | 6–0, 6–3           |
| 2006 | Maria Šarapovová     | Kim Clijstersová          | 7–5, 7–5           |
| 2007 | Maria Šarapovová     | Patty Schnyderová         | 6–2, 3–6, 6–0      |
| 2008 | turnaj se nekonal    | turnaj se nekonal         | turnaj se nekonal  |
| 2009 | turnaj se nekonal    | turnaj se nekonal         | turnaj se nekonal  |
| 2010 | Světlana Kuzněcovová | Agnieszka Radwańská       | 6–4, 6–7(7–9), 6–3 |
| 2011 | Agnieszka Radwańská  | Věra Zvonarevová          | 6–3, 6–4           |
| 2012 | Dominika Cibulková   | Marion Bartoliová         | 6–1, 7–5           |
| 2013 | Samantha Stosurová   | Viktoria Azarenková       | 6–2, 6–3           |
| 2015 | Yanina Wickmayerová  | Nicole Gibbsová           | 6–3, 7–6(7–4)      |
| 2016 | turnaj se nekonal    | turnaj se nekonal         | turnaj se nekonal  |
| 2021 | turnaj se nekonal    | turnaj se nekonal         | turnaj se nekonal  |
| 2022 | Iga Świąteková       | Donna Vekićová            | 6–3, 3–6, 6–0      |
| 2023 | Barbora Krejčíková   | Sofia Keninová            | 6–4, 2–6, 6–4      |
| 2024 | Katie Boulterová     | Marta Kosťuková           | 5–7, 6–2, 6–2      |

### Ženská čtyřhra
| Rok  | vítězky                                        | finalistky                                        | výsledek           |
| ---- | ---------------------------------------------- | ------------------------------------------------- | ------------------ |
| 1971 | RosieCasalsová Billie Jean Kingová             | Françoise Durrová Judy Tegartová Daltonová        | 6–7, 6–2, 6–3      |
| 1972 | turnaj se nekonal                              | turnaj se nekonal                                 | turnaj se nekonal  |
| 1978 | turnaj se nekonal                              | turnaj se nekonal                                 | turnaj se nekonal  |
| 1979 | RosieCasalsová Martina Navrátilová             | Betty Ann Grubb Stuartová Ann Kijomurová          | 3–6, 6–4, 6–2      |
| 1980 | Tracy Austinová Ann Kijomurová                 | RosieCasalsová Wendy Turnbullová                  | 3–6, 6–4, 6–3      |
| 1981 | Kathy Jordanová Candy Reynoldsová              | RosieCasalsová Pam Shriverová                     | 6–1, 2–6, 6–4      |
| 1982 | Kathy Jordanová Paula Smithová                 | Patrica Medradová Claudia Monteirová              | 6–3, 5–7, 7–6      |
| 1983 | turnaj se nekonal                              | turnaj se nekonal                                 | turnaj se nekonal  |
| 1984 | Betsy Nagelsenová Paula Smithová               | Terry Holladayová Iwona Kuczyńská                 | 6–2, 6–4           |
| 1985 | Candy Reynoldsová Wendy Turnbullová            | Rosalyn Fairbanková Susan Leová                   | 6–4, 6–0           |
| 1986 | Beth Herrová Alycia Moultonová                 | Elise Burginová Rosalyn Fairbanková               | 5–7, 6–2, 6–4      |
| 1987 | Jana Novotná Catherine Suireová                | Elise Burginová Sharon Walshová                   | 6–3, 6–4           |
| 1988 | Patty Fendicková Jill Hetheringtonová          | Betsy Nagelsenová Dinky van Rensburgová           | 7–6(12–10), 6–4    |
| 1989 | Elise Burginová Rosalyn Fairbanková            | Gretchen Magersová Robin Whiteová                 | 4–6, 6–3, 6–3      |
| 1990 | Patty Fendicková Zina Garrisonová              | Elise Burginová Rosalyn Fairbanková               | 6–4, 7–6(7–5)      |
| 1991 | Jill Hetheringtonová Kathy Rinaldiová          | Gigi Fernándezová Nathalie Tauziatová             | 6–4, 3–6, 6–2      |
| 1992 | Jana Novotná Larisa Neilandová                 | Conchita Martínezová Mercedes Pazová              | 6–1, 6–4           |
| 1993 | Gigi Fernándezová Helena Suková                | Pam Shriverová Elizabeth Smylieová                | 6–4, 6–3           |
| 1994 | Jana Novotná Arantxa Sánchez Vicariová         | Ginger Helgesonová Rachel McQuillanová            | 6–3, 6–3           |
| 1995 | Gigi Fernándezová Nataša Zverevová             | Alexia Dechaumeová-Balleretová Sandrine Testudová | 6–2, 6–1           |
| 1996 | Gigi Fernándezová Conchita Martínezová         | Arantxa Sánchez Vicariová Larisa Neilandová       | 4–6, 6–3, 6–4      |
| 1997 | Martina Hingisová Arantxa Sánchez Vicariová    | Amy Frazierová Kimberly Poová                     | 6–3, 7–5           |
| 1998 | Lindsay Davenportová Nataša Zverevová          | Alexandra Fusaiová Nathalie Tauziatová            | 6–2, 6–1           |
| 1999 | Lindsay Davenportová Corina Morariuová         | Serena Williamsová Venus Williamsová              | 6–4, 6–1           |
| 2000 | Lisa Raymondová Rennae Stubbsová               | Lindsay Davenportová Anna Kurnikovová             | 4–6, 6–3, 7–6(8–6) |
| 2001 | Cara Blacková Jelena Lichovcevová              | Martina Hingisová Anna Kurnikovová                | 6–4, 1–6, 6–4      |
| 2002 | Jelena Dementěvová Janette Husárová            | Daniela Hantuchová Ai Sugijamová                  | 6–2, 6–4           |
| 2003 | Kim Clijstersová Ai Sugijamová                 | Lindsay Davenportová Lisa Raymondová              | 6–4, 7–5           |
| 2004 | Cara Blacková Rennae Stubbsová                 | Virginia Ruano Pascualová Paola Suárezová         | 4–6, 6–1, 6–4      |
| 2005 | Conchita Martínezová Virginia Ruano Pascualová | Daniela Hantuchová Ai Sugijamová                  | 6–7(7–9), 6–1, 7–5 |
| 2006 | Cara Blacková Rennae Stubbsová                 | Anna-Lena Grönefeldová Meghann Shaughnessyová     | 6–2, 6–2           |
| 2007 | Cara Blacková Liezel Huberová                  | Anna Čakvetadzeová Viktoria Azarenková            | 7–5, 6–3           |
| 2008 | turnaj se nekonal                              | turnaj se nekonal                                 | turnaj se nekonal  |
| 2009 | turnaj se nekonal                              | turnaj se nekonal                                 | turnaj se nekonal  |
| 2010 | Maria Kirilenková Čeng Ťie                     | Lisa Raymondová Rennae Stubbsová                  | 6–4, 6–4           |
| 2011 | Květa Peschkeová Katarina Srebotniková         | Raquel Kops-Jonesová Abigail Spearsová            | 6-0, 6-2           |
| 2012 | Raquel Kops-Jonesová Abigail Spearsová         | Vania Kingová Naděžda Petrovová                   | 6-2, 6-4           |
| 2013 | Raquel Kops-Jonesová Abigail Spearsová         | Čan Chao-čching Janette Husárová                  | 6–4, 6–1           |
| 2015 | Gabriela Céová Verónica Cepede Roygová         | Oxana Kalašnikovová Tatjana Mariová               | 1–6, 6–4, [10–8]   |
| 2016 | turnaj se nekonal                              | turnaj se nekonal                                 | turnaj se nekonal  |
| 2021 | turnaj se nekonal                              | turnaj se nekonal                                 | turnaj se nekonal  |
| 2022 | Coco Gauffová Jessica Pegulaová                | Gabriela Dabrowská Giuliana Olmosová              | 1–6, 7–5, [10–4]   |
| 2023 | Barbora Krejčíková Kateřina Siniaková          | Danielle Collinsová Coco Vandewegheová            | 6–1, 6–4           |
| 2024 | Nicole Melichar-Martinezová Ellen Perezová     | Desirae Krawczyková Jessica Pegulaová             | 6–1, 6–2           |

### Mužská dvouhra
| Rok  | vítěz             | finalista      | výsledek |
| ---- | ----------------- | -------------- | -------- |
| 2021 | Casper Ruud       | Cameron Norrie | 6–0, 6–2 |
| 2022 | Brandon Nakashima | Marcos Giron   | 6–4, 6–4 |

### Mužská čtyřhra
| Rok  | vítězové                          | finalisté                 | výsledek              |
| ---- | --------------------------------- | ------------------------- | --------------------- |
| 2021 | Joe Salisbury Neal Skupski        | John Peers Filip Polášek  | 7–6(7–2), 3–6, [10–5] |
| 2022 | Nathaniel Lammons Jackson Withrow | Jason Kubler Luke Saville | 7–6(7–5), 6–2         |

## Galerie

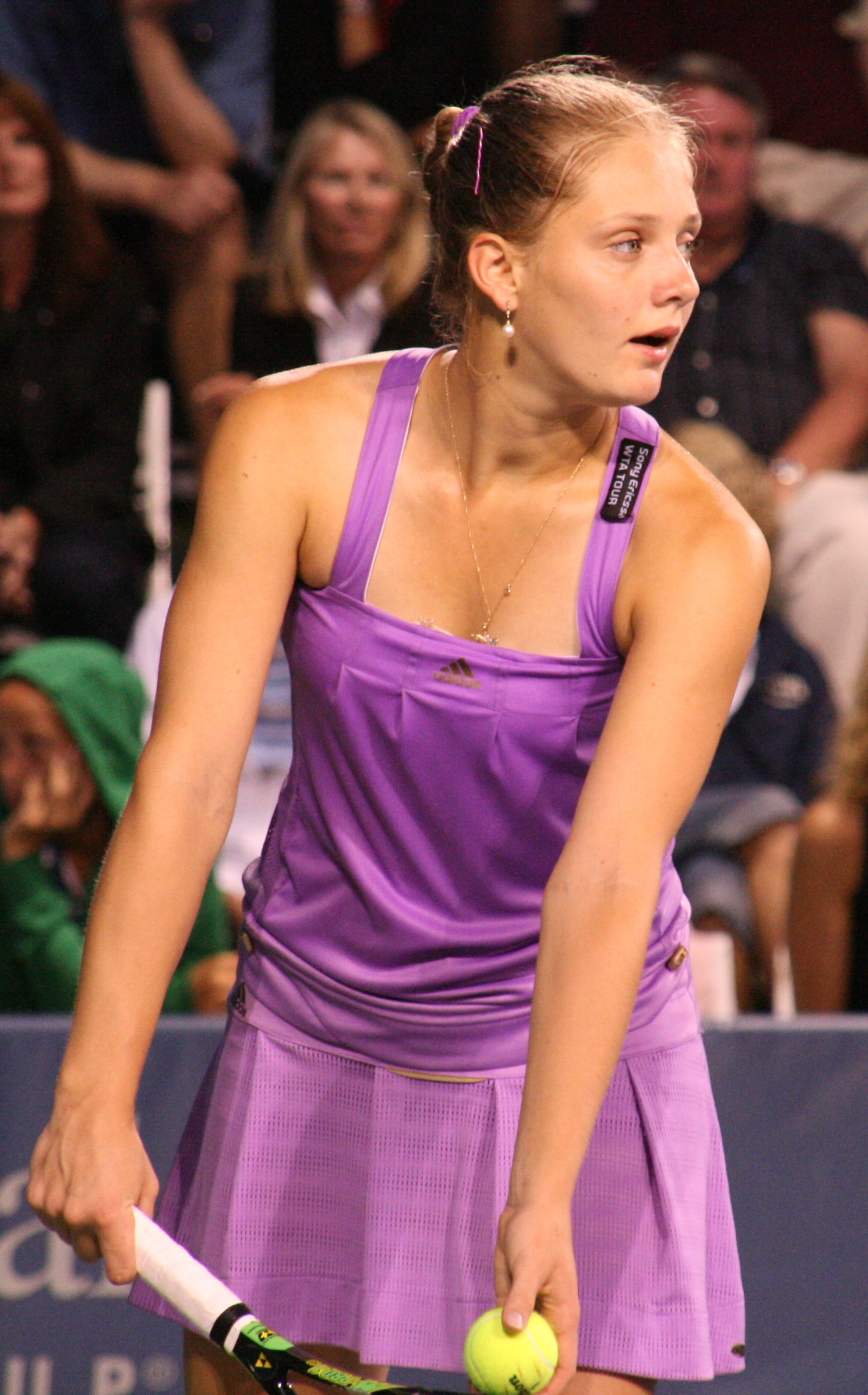
Anna Čakvetadzeová
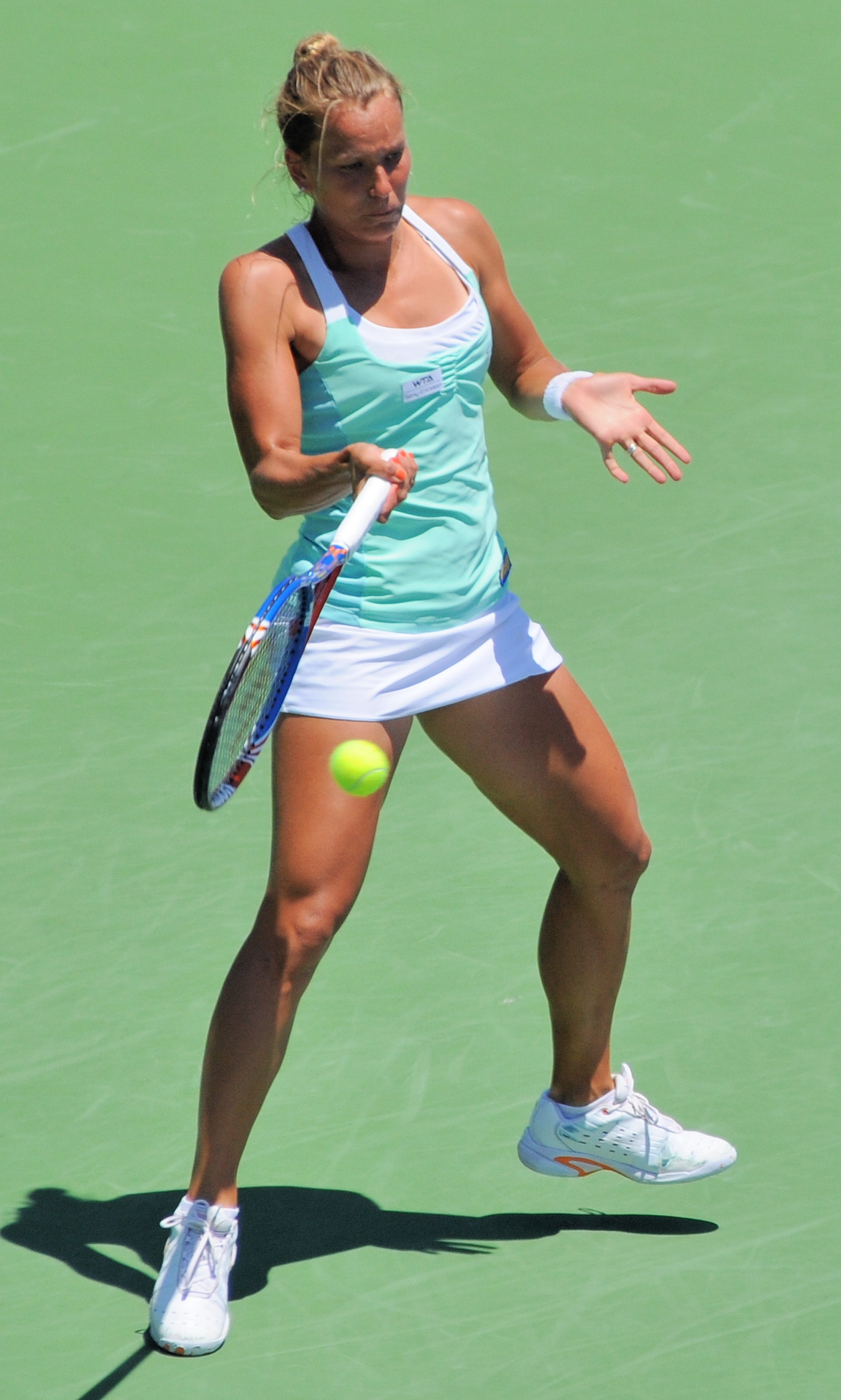
Barbora Strýcová
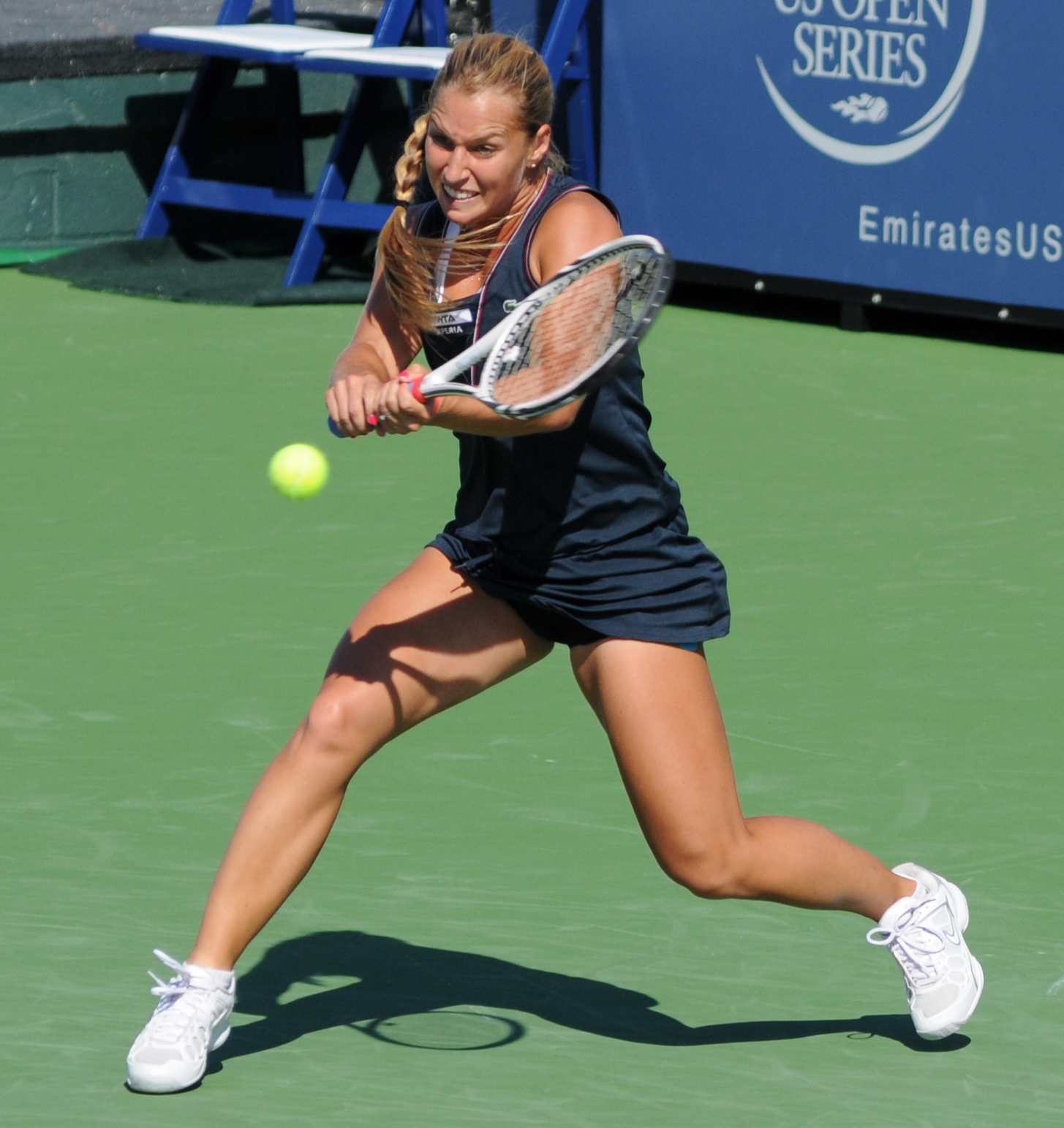
Dominika Cibulková
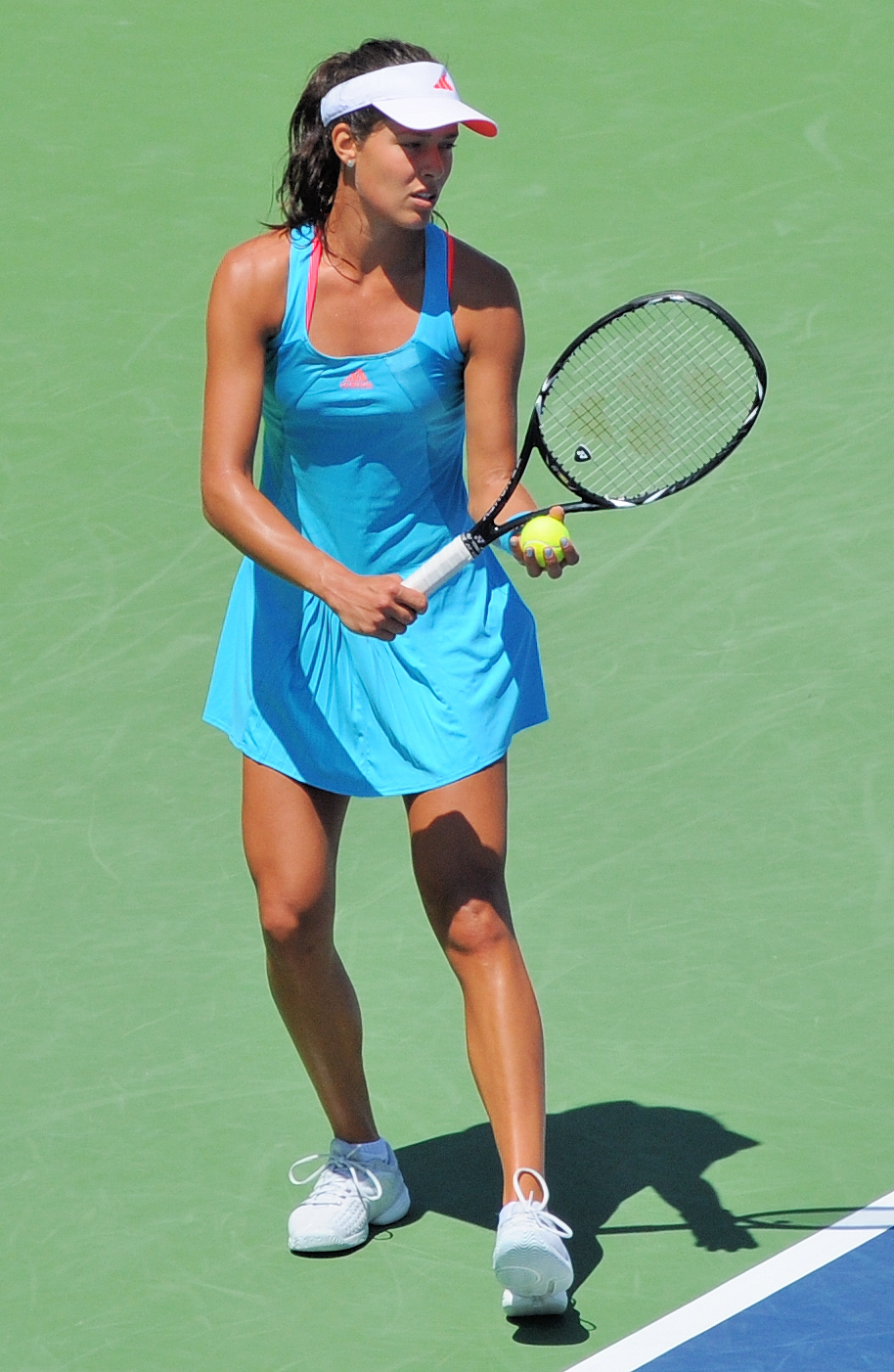
Ana Ivanovićová
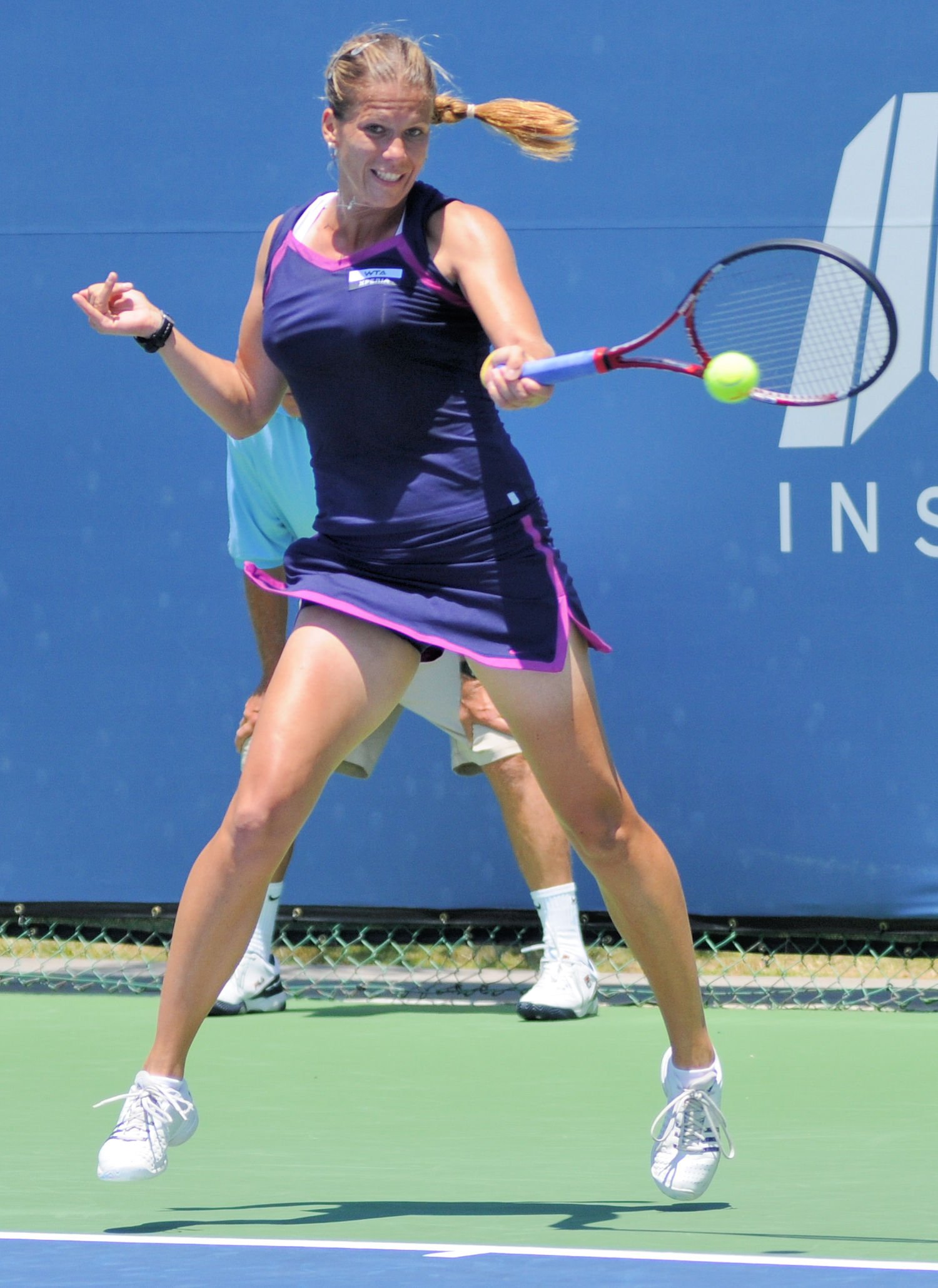
Melinda Czinková
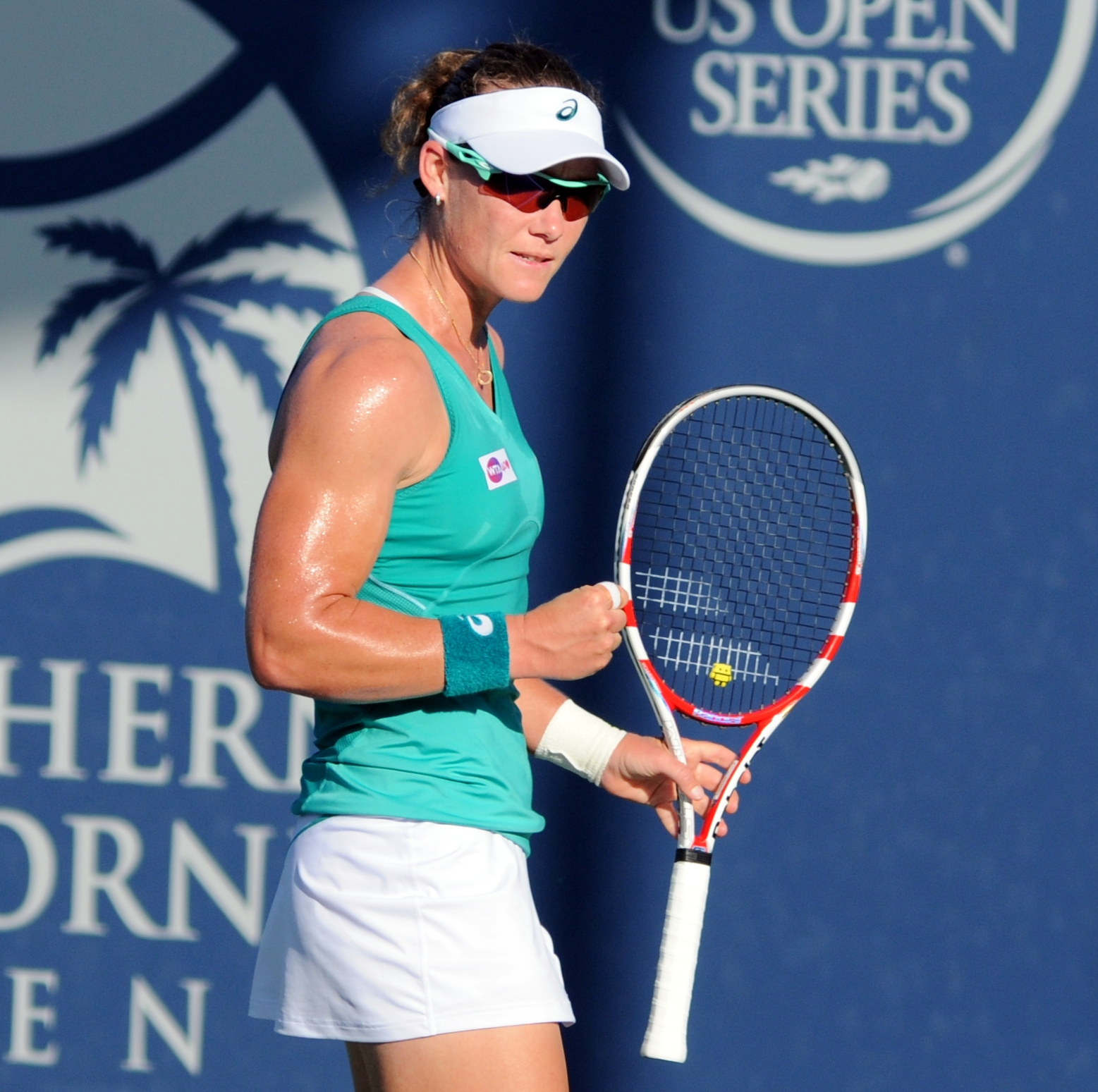
Samantha Stosurová
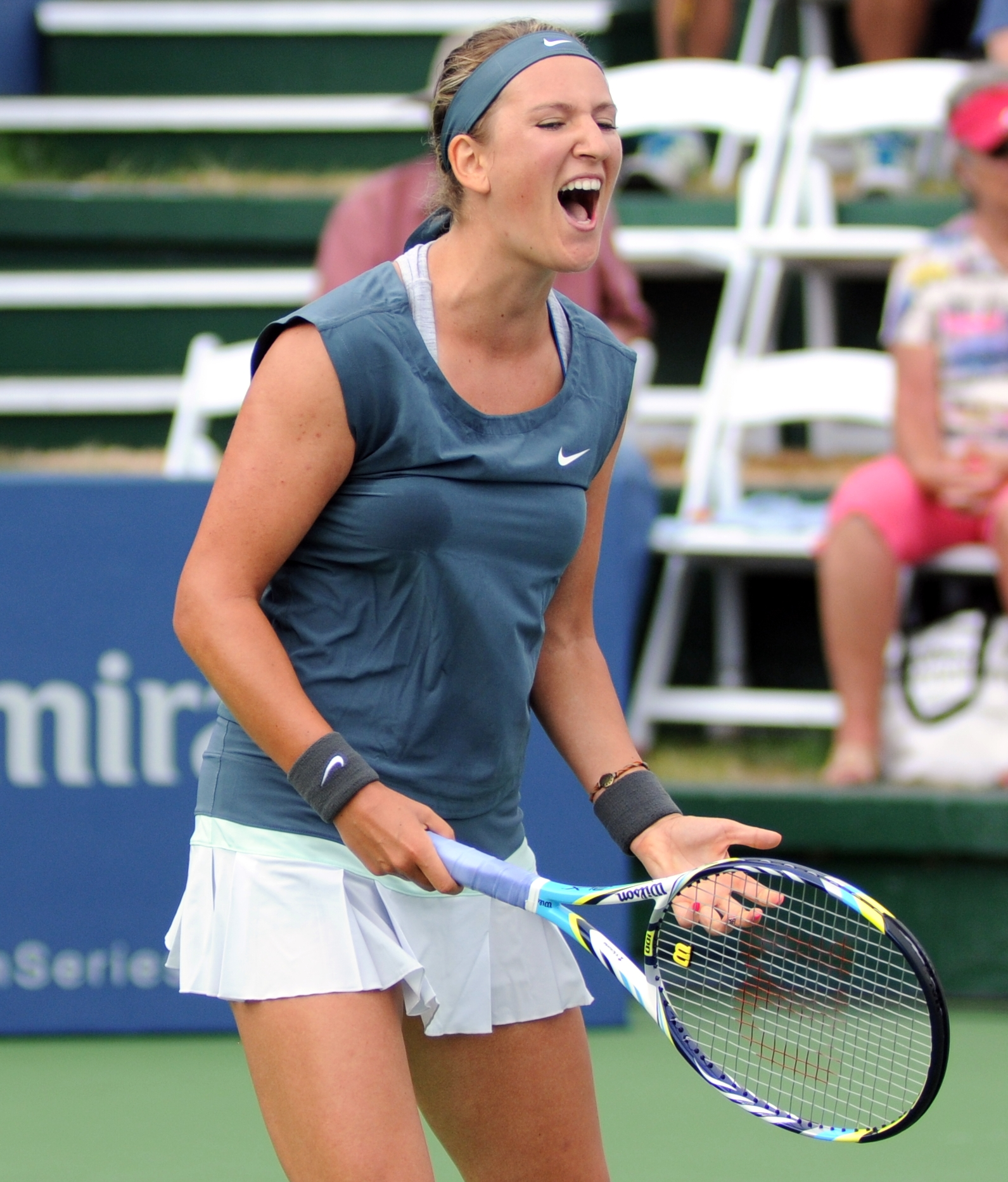
Viktoria Azarenková
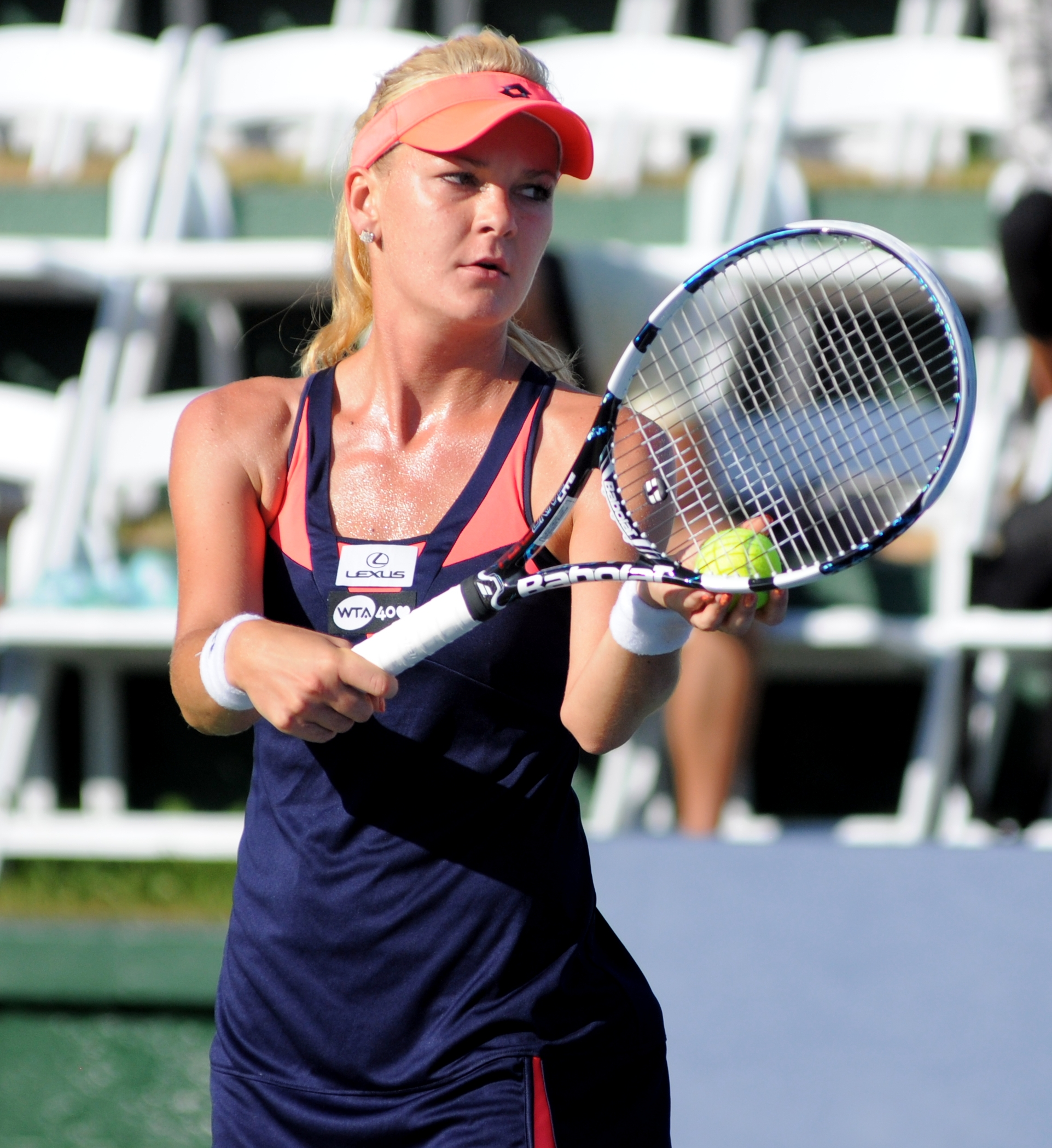
Agnieszka Radwańská
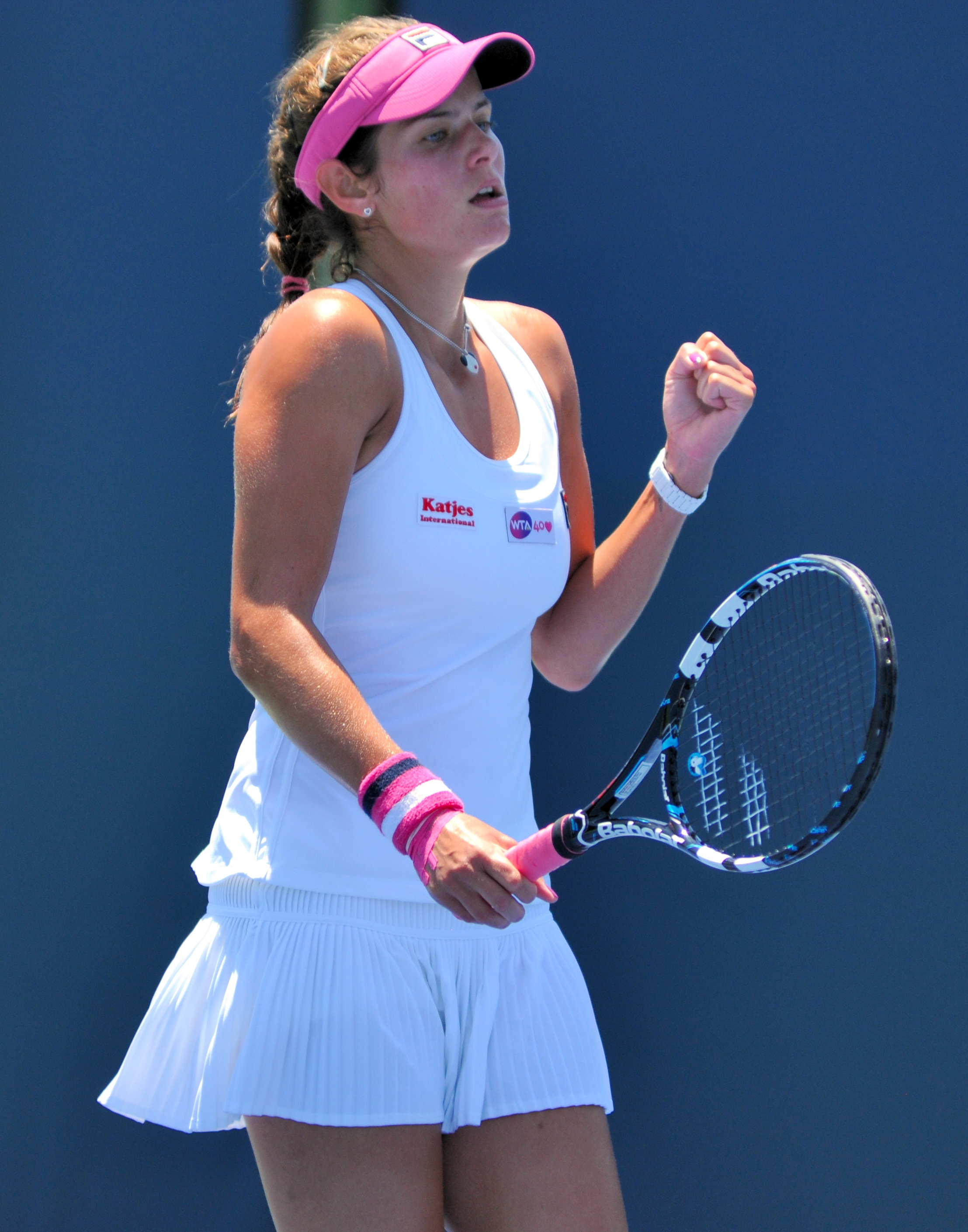
Julia Görgesová